# Codakia paytenorum
Codakia paytenorum is een tweekleppigensoort uit de familie van de Lucinidae. De wetenschappelijke naam van de soort is voor het eerst geldig gepubliceerd in 1937 door Tom Iredale.